# Il manoscritto trovato a Saragozza
Il manoscritto trovato a Saragozza (Rekopis znaleziony w Saragosie) è un film del 1965 diretto da Wojciech Has.
E' tratto dal romanzo omonimo di Jan Potocki.

## Trama
Il capitano Alfonso Van Worden, avvertito da due misteriose principesse, è predestinato ad una serie di avventure per scoprire un mistero che lo avvolge da tempo.

### Personaggi
- Zbigniew Cybulski nel ruolo di Alfonse Van Worden
- Iga Cembrzyńska nel ruolo di Princess Emina
- Elżbieta Czyżewska nel ruolo di Donna Frasquetta Salero
- Gustaw Holoubek nel ruolo di Don Pedro Velasquez
- Beata Tyszkiewicz nel ruolo di Donna Rebecca Uzeda
- Joanna Jędryka nel ruolo di Zibelda
- Bogumił Kobiela nel ruolo di Senor Toledo
- Zdzisław Maklakiewicz nel ruolo di Don Roque Busqueros
- Leon Niemczyk nel ruolo di  Don Avadoro
- Barbara Krafftówna nel ruolo di Camilla de Tormez
- Stanislaw Igar nel ruolo di Don Gaspar Soarez
- Jan Machulski nel ruolo di Count Pena Flor
- Kazimierz Opaliński nel ruolo di Hermit / Sheik
- Janusz Kłosiński nel ruolo di Don Diego Salero
- Slawomir Lindner nel ruolo di Van Worden's father
- Miroslawa Lombardo nel ruolo di Van Worden's mother
- Franciszek Pieczka nel ruolo di Pacheco
- Adam Pawlikowski nel ruolo di Don Pedro Uzeda
- Krzysztof Litwin nel ruolo di Don Lopez Soarez
- Jadwiga Krawczyk nel ruolo di Donna Inez Moro

## Distribuzione
Venne distribuito in pochi cinema e ottenne scarsi introiti.
Jerry Garcia, interessato al film, acquistò una copia sottotitolata da un acquirente privato. Il suo intento era quello di portalo di nuovo alla luce ma morì poco tempo dopo. Il progetto fu ripreso da Martin Scorsese il quale, attraverso fondi propri e del Polski Instytut Sztuki Filmowej, riuscì a restaurarlo e a distribuirlo in home video.

## Accoglienza

### Critica
Paolo Mereghetti riguardo al film sostiene: «Has ha diretto un racconto di grande respiro figurativo (...) straripato da figure retoriche, oggetti e simbologia».
Di parere opposto, Alberto Moravia: «Il manoscritto trovato a Saragozza di Has propone ancora una volta il problema delle versioni cinematografiche di opere narrative».